# Модолицы (Ленинградская область)
Модо́лицы (фин. Motolitsa) — деревня в Клопицком сельском поселении Волосовского района Ленинградской области.

## История
Упоминается как деревня Modoloitza by в Заможском погосте в шведских «Писцовых книгах Ижорской земли» 1618—1623 годов.
На карте Ингерманландии А. И. Бергенгейма, составленной по материалам 1676 года, она обозначена как деревня Modolitsa.
На шведской «Генеральной карте провинции Ингерманландии» 1704 года, также как деревня Modolitsa.
Как деревня Модолица она обозначена на «Географическом чертеже Ижорской земли» Адриана Шонбека 1705 года.
Как деревня Мадолина, состоящая из 21 крестьянского двора, — на карте Санкт-Петербургской губернии Ф. Ф. Шуберта 1834 года.

МАДОЛИЦЫ — деревня принадлежит девицам Сахаровым, число жителей по ревизии: 66 м. п., 54 ж. п. (1838 год)

На карте Ф. Ф. Шуберта 1844 года упомянута как деревня Мадолица, также насчитывающая 21 двор.
В пояснительном тексте к этнографической карте Санкт-Петербургской губернии П. И. Кёппена 1849 года она записана как деревня Modolitz (Модолицы) и указано количество её жителей на 1848 год: савакотов —  5 м. п., 5 ж. п.; эурямёйсет — 1 ж. п., всего 11 человек, а также в примечаниях указано: «со многими русскими».

МОДОЛИЦЫ — деревня генерал-майора Лихонина, по просёлочной дороге, число дворов — 20, число душ — 75 м. п. (1856 год)

Согласно «Топографической карте частей Санкт-Петербургской и Выборгской губерний» 1860 года деревня называлась Модолица и состояла из 20 крестьянских дворов.

МАДОЛИЦЫ — деревня владельческая при колодцах, по правую сторону Нарвского шоссе в 37 верстах от Петергофа, число дворов — 22, число жителей: 75 м. п., 56 ж. п. (1862 год)

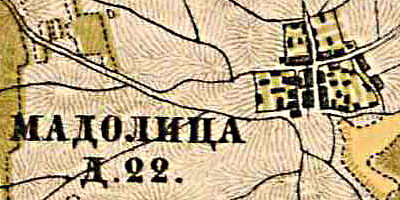
План деревни Модолицы. 1885 год

Согласно карте окрестностей Санкт-Петербурга в 1885 году деревня называлась Мадолица и состояла из 22 дворов.
В конце XIX веке деревня административно относилась к Медушской волости 2-го стана Петергофского уезда Санкт-Петербургской губернии, в начале XX века — 3-го стана. Население деревни было смешанным — финско-русским.
К 1913 году количество дворов увеличилось до 30.
С 1917 по 1923 год деревня Модолицы входила в состав Модолицкого сельсовета Медушской волости Петергофского уезда.
С 1923 года в составе Троцкого уезда.
С 1924 года в составе Боровского сельсовета.
С 1926 года вновь в составе Модолицкого сельсовета. Согласно данным переписи населения СССР 1926 года в деревне Модолицы проживали 211 человек — большинство русские, а также эстонцы и финны.
С февраля 1927 года в составе Гостилицкой волости. С августа 1927 года в составе Ораниенбаумского района.
С 1928 года в составе Заостровского сельсовета. В 1928 году население деревни Модолицы также составляло 211 человек.
По данным 1933 года деревня Модолицы входила в состав Заостровского сельсовета Ораниенбаумского района.

План деревни Модолицы. 1938 год

Согласно топографической карте 1938 года деревня насчитывала 10 дворов. В северной части деревни располагалась часовня.
C 1 августа 1941 года по 31 декабря 1943 года деревня находилась в оккупации.
В 1958 году население деревни Модолицы составляло 89 человек.
С 1959 года вновь в составе Каськовского сельсовета Волосовского района.
С 1963 года в составе Кингисеппского района.
С 1965 года вновь в составе Волосовского района.
По данным 1966, 1973 и 1990 годов деревня Модолицы также входила в состав Каськовского сельсовета.
В 1997 году в деревне Модолицы проживали 11 человек, деревня входила в Каськовскую волость, в 2002 году — 66 человек (русские — 89 %), в 2007 году — 9 человек.
В мае 2019 года Губаницкое и Сельцовское сельские поселения вошли в состав Клопицкого сельского поселения.

## География
Деревня расположена в северо-восточной части района на автодороге 41К-358 (Каськово — Модолицы).
Расстояние до административного центра поселения — 6 км.
Расстояние до ближайшей железнодорожной станции Волосово — 28 км.

## Демография
| 1862 | 2002 | 2007 | 2010 | 2017 |
| ---- | ---- | ---- | ---- | ---- |
| 131  | ↘66  | ↘9   | ↗28  | ↘10  |

### Национальный состав
Согласно данным Всероссийской переписи населения 2021 года в деревне проживали 52 человека, из них:
 русские — 48, ингуши — 2, другие национальности — 2 человека.

## Улицы
Карьерная, Садовая.